# Fizibius proprius
Fizibius proprius is een hooiwagen uit de familie Assamiidae.